# Leijonhufvud
För andra betydelser, se Leijonhufvud (olika betydelser).

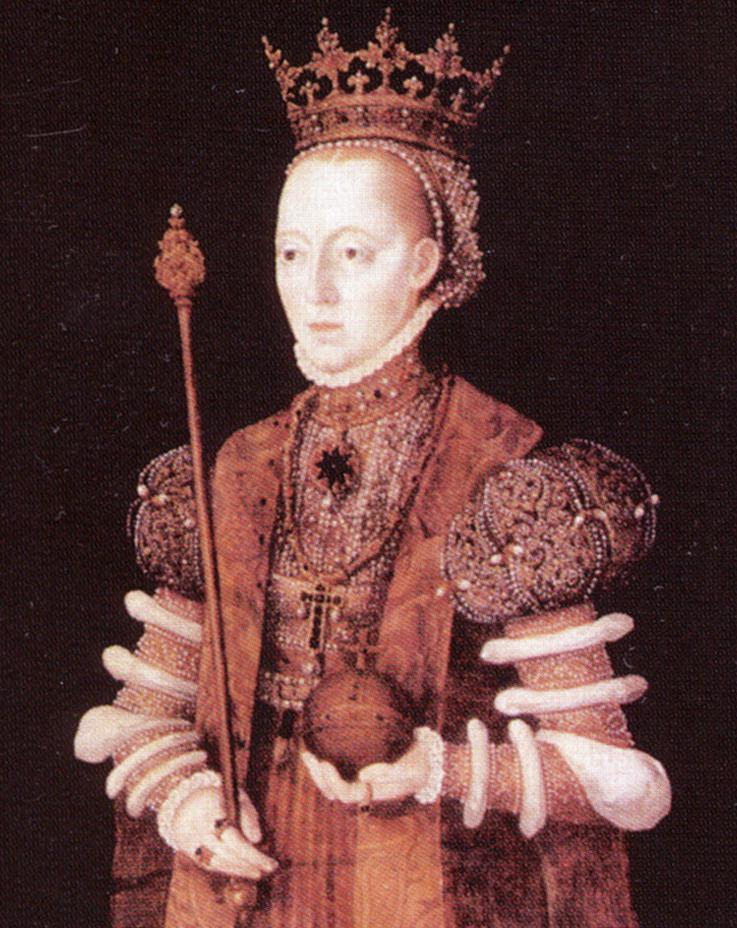
Drottning Margareta, andra gemål till kung Gustav I

Leijonhufvud är en månghövdad svensk uradlig ätt härstammande från Selaön i Södermanland, med den första kända medlemmen "Christiern i Brunzebierghe", som köpte jord i Medelvalla på Selaön 1356. En annan påstådd stamfader är Gudmar Månsson (Hjorthuvud) till Lo. Det har också sagts att de skulle härstamma från en dotter till den svenske kungen Valdemar Birgerssons utomäktenskaplige son med Jutta av Danmark, varför det första vapnet först visade tre leoparder (som ingick i Danmarks riksvapen fram till 1819).
Vapen: tre gyllene lejonhuvud på blått fält.

## Adliga ätten Leijonhufvud
Fogden Kristiern Gregersson (Leijonhufvud), skrev sig till gården Brunsberg på Selaön. Hans son Abraham Kristiernsson (Leijonhuvud) (1400-talet) är den förste som omtalas som riksråd. En av hans sondöttrar, Margareta Eriksdotter var gift med Gustav Vasa. Hennes yngre bror Sten Eriksson Leijonhufvud upphöjdes i friherrligt stånd vid Erik XIV:s kröning 1561, och ätten delades i två grenar, en adlig och en friherrlig, den senare nämnd Leijonhufvud af Gräfsnäs.
Den adliga ätten Leijonhufvud utgjordes av ättlingar till Sten Eriksson Leijonhufvuds äldre bror Abraham Eriksson Leijonhufvud d.ä. vilken avled 1556. Dennes sonson Abraham Leijonhufvud blev 1610 friherre (Leijonhufvud af Nynäs). Denna gren utdog dock med stiftaren 1618. Släkten introducerades på Riddarhuset 1625 som ätt nummer 23 i den dåvarande riddarklassen.

### Några medlemmar ur den adliga ätten
1. Abraham Kristiernsson Leijonhufvud (₫ cirka 1500) riksråd, gift med Birgitta Månsdotter (Natt och Dag)
  1. Erik Abrahamsson Leijonhufvud d.ä. (₫ 1520) riksråd, riddare, riksmarsk, son till de närmast ovanför nämnda. Halshöggs på order av Kristian II under Stockholms blodbad i november 1520, när danskarna hade intagit den svenska huvudstaden. Far till bl.a. Abraham, Margareta, Sten och Märta.
    1. Abraham Eriksson Leijonhufvud d.ä. (1512-1556), lagman, riddare, riksråd, överbefälhavare över Sverige-Finlands trupper i Viborg 1555-56 under skärmlystringar med ryssarna. Son till Erik Abrahamsson Leijonhufvud d.ä. som halshöggs under Stockholms blodbad 1520, far till Erik Abrahamsson Leijonhufvud d.y. i äktenskapet med Anna Tott (₫ 1551), bror till drottning Margareta, Sten och Märta.
      1. Erik Abrahamsson Leijonhufvud d.y. (1551-1616) riddare, riksråd, son till Abraham Eriksson Leijonhufvud d.ä. Från Erik Abrahamsson Leijonhufvud härstammar alla nu levande medlemmar av den friherrliga ätten Leijonhufvud. Far till:
        1. Abraham Eriksson Leijonhufvud d.y. (1583-1618) friherre, riksråd, son till Erik Abrahamsson Leijonhufvud d.y. Se nedan friherrliga ätten Leijonhufvud till Nynäs
        2. Gustav Eriksson Leijonhufvud (1597-1658), landshövding, son till Erik Abrahamsson Leijonhufvud d.y.

    2. Brita Eriksdotter Leijonhufvud (1514-1572)
    3. Margareta Eriksdotter Leijonhufvud (1516-1551), svensk drottning 1536-1551, gift med Gustav I (Vasa). Mor till Johan III (1537-1592) kung av Sverige 1567-1592 och till Karl IX (1550-1611) kung av Sverige 1604-1611 – födde tio barn på 13 år. Av dessa överlevde åtta barndomen, vilket var en ovanligt hög siffra på 1500-talet.
    4. Sten Eriksson Leijonhufvud (1518-1568), riddare, riksråd och friherre till Gräfsnäs, se nedan, friherrliga ätten Leijonhufvud till Gräfsnäs.
    5. Märta Eriksdotter Leijonhufvud (1520-1584) dotter till Erik Abrahamsson Leijonhufvud och Ebba Eriksdotter (Vasa), syster till Gustav Vasas andra fru Margareta Leijonhufvud och till Sten Eriksson Leijonhufvud och Abraham Eriksson Leijonhufvud. Hon var gift med Svante Sture den yngre och mor till bland andra Nils Svantesson Sture och Erik Svantesson Sture, och dessa tre avrättades 1567 av en paranoid kung Erik XIV under de så kallade Sturemorden. Först Märtas far, och 47 år senare hennes make och två söner miste därmed livet på grund av kungar som såg sturarna som ett hot. Märta hade det egentliga ansvaret för godset Stegeborgs skötsel eftersom maken, medan han ännu levde, var borta i krigstjänst under långa perioder.

## Friherrliga ätten Leijonhufvud till Gräfsnäs
1. Änkedrottningen Margareta Eriksdotters yngre bror Sten Eriksson Leijonhufvud (1518-1568), riddare, riksråd och friherre till Gräfsnäs, med kvadrerad sköld sammansatt av ättevapen för Leijonhufvud, Vasa, Natt och Dag samt Lilliehöök vid Erik XIV:s kröning. Kungen blev med tiden allt mer misstänksam när det gällde Stens lojalitet, och 1565 undgick han med en hårsmån ifrån att bli avrättad. Vid hertigarnas (senare kungarna Johan III och Karl IX) uppror gick Sten Eriksson över till deras sida och åtog sig att ta Erik XIV tillfånga i Stockholm. När Sten Eriksson den 29 september 1568 försökte hindra kung Erik att fly sårades Sten så svårt att han avled en vecka senare. [2]

Friherre Sten Eriksson Leijonhufvud blev på sin dödsbädd den 5 oktober 1568, lovad grevlig värdighet av sin systerson hertig Johan, sedermera kung Johan III, och Sten Erikssons änka Ebba Månsdotter (Lilliehöök) ("gref Ebba"), fick följande år bekräftelse härpå, och hennes "efterkommande" fick grevskapet Raseborgs grevskap i förläning.
När den friherrliga ätten erhöll grevlig värdighet 1568, samma dag Sten Eriksson Leijonhufvud avled, utslocknade den friherrliga ätten innan Svenska Riddarhuset bildats (1625) varför denna friherrliga ätt aldrig introducerades. Som grevlig ätt, se nedan introducerades den som ätt nr 2.
Friherre Sten Eriksson Leijonhufvuds grevliga barn började skriva sig Lewenkopf, snart utbytt mot Lewenhaupt.

## Grevliga ätten Leijonhufvud till Raseborg
1. Sten Eriksson Leijonhufvud (1518-1568)
  1. Axel Stensson Leijonhufvud (1554-1619), son till Sten Eriksson Leijonhufvud och Ebba Månsdotter (Lilliehöök), greve, riksråd, ståthållare över Finland och senare ståthållare över Västergötland. Han anses ha agerat grymt och orättvist mot allmogen i framför allt Karelen. Axel var länge favorit för Johan III (Sveriges kung 1568-1592), men hamnade till slut i onåd. Efter Johans död ägnade sig Axel åt att försöka spela ut Johans son Sigismund (Sveriges kung 1592-1599) och Johans bror Karl (sedermera Sveriges kung Karl IX 1599-1611). Axel Stensson Leijonhufvud var gift med Sidonia von Daun, grevinna av Falkenstein. Hans efterkommande antog namnet Lewenhaupt, se grevliga ätten Lewenhaupt.
  2. Mauritz Stensson Leijonhufvud (1559-1607), riksråd, greve och friherre, son till Sten Eriksson Leijonhufvud och Ebba Månsdotter (Lilliehöök), bror till Axel. 
    1. Ebba Mauritzdotter Lewenhaupt (1595-1654), grevinna och rikshovmästarinna.

## Friherrliga ätten Leijonhufvud till Nynäs
1610 upphöjdes Abraham Leijonhufvud (1583–1618) till friherre av Nynäs. 
Blasonering: förutom hjertskölden med de tre lejonhufvudena, fyra sköldar eller fält med en på en grön mark stående björn af naturlig färg i hvitt falt, i första och fjerde skölden, och i andra och tredje en, likaledes på en grön mark stående, hvit oxe med en röd ros och två gröna blad i munnen i blått falt, samt två hjelmar, den ena med ett gyllene lejonhufvud emellan tvänne gula och blå buffelhorn, och den andra med ett björnhufvud emellan svarta och hvita dylika horn.
Han var gift med Beata Sparre (1584-1655), dotter till rikskanslern Erik Larsson Sparre och grevinnan Ebba Brahe. Äktenskapet var barnlöst och Abraham Leijonhufvud slöt själv sin ointroducerade friherrliga ätt 1618.

## Friherrliga ätten Leijonhufvud nr 26
Abrahams halvbror, landshövdingen Gustaf Leijonhufvud upphöjdes 1651 i friherrligt stånd, och någon adlig ätt fanns då inte längre, för alla Gustaf Leijonhufvuds syskon var redan döda och barnlösa. Ätten introducerades som friherrlig ätt nummer 26 på riddarhuset 1652.
Släktmedlemmen Erik Leijonhufvud (född 1939) äger och bebor Sveriges äldsta ännu bebodda profanbyggnad, Göksholms slott.

### Några medlemmar ur friherrliga ätten nr 26

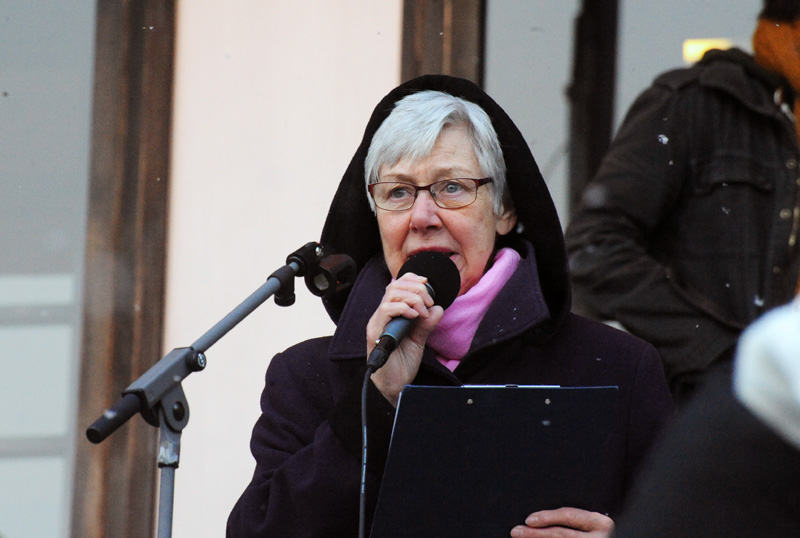
Madeleine Leijonhufvud.

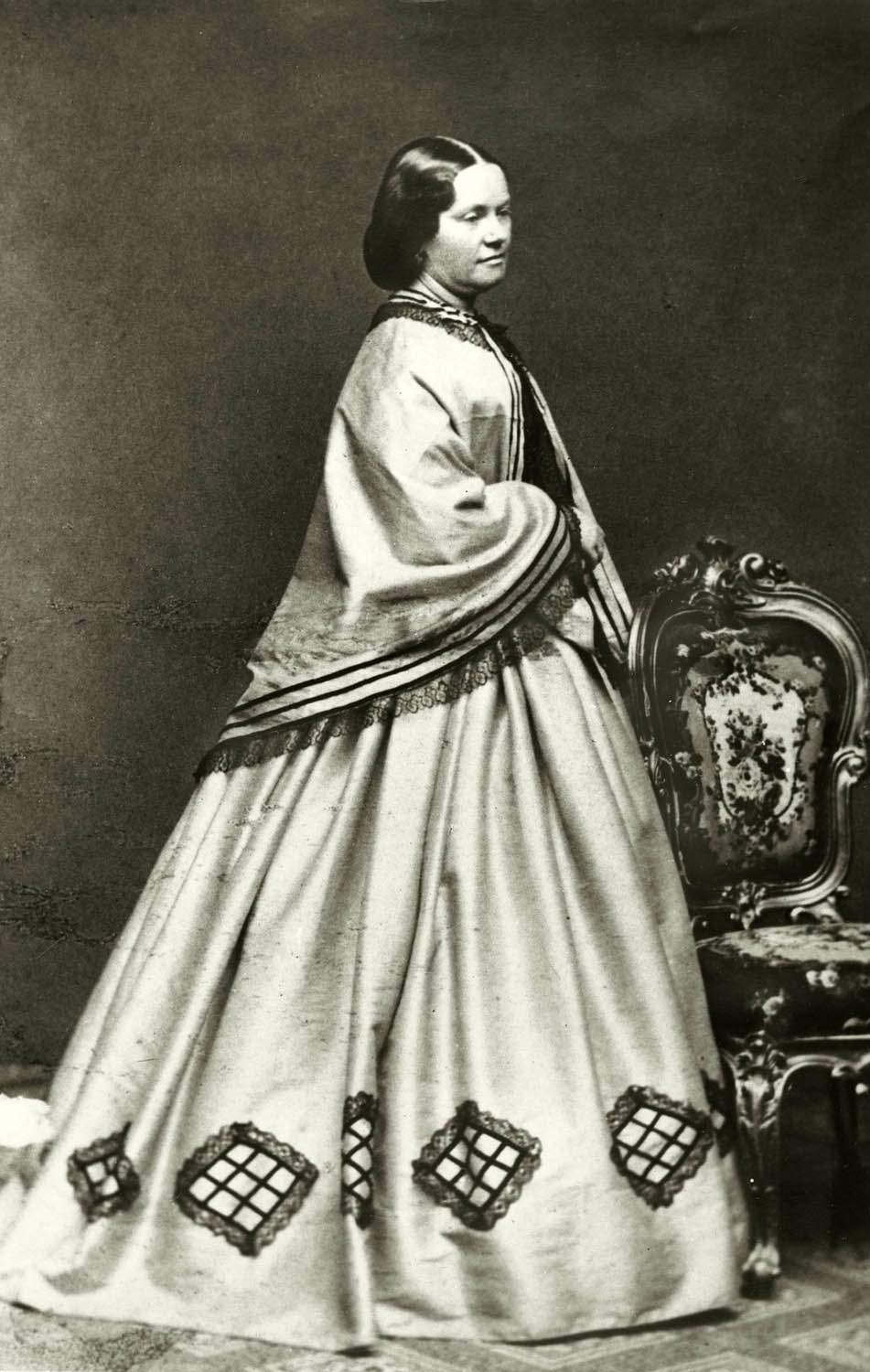
Sophie Adlersparre född Leijonhufvud

- Abraham Gustavsson Leijonhufvud (1627–1676), assessor i bergskollegium, landshövding
- Axel Peder Gabriel Leijonhufvud (1717–1789), hovman och militär
- Axel Gabriel d.ä. Leijonhufvud (1755-1826), militär och frimurare
- Samuel Abraham Leijonhufvud (1785–1843), ämbetsman och memoarförfattare
- Carl Edvard Leijonhufvud (1793–1870), militär
- Sten Leijonhufvud (1796–1869), militär och hovman
- Axel Gabriel d.y. Leijonhufvud (1812-1897), militär och kammarherre
- Carl Leijonhufvud (1822–1900), general
- Abraham Leijonhufvud (1823–1911), sjöminister, general
- Sophie Leijonhufvud, gift Adlersparre (1823–1895), författare
- Axel Leijonhufvud (1824–1908), överste
- Carl Gustaf Carlsson Leijonhufvud (1824–1905), justitiekansler
- Sten Leijonhufvud (1826–1908), militär och politiker
- Broder Sten A:son Leijonhufvud (1852–1928), militär
- Sigrid Leijonhufvud (1862–1937), författare
- Erik Leijonhufvud (1863–1950), jurist, verksam i Jämtland
- Karl K:son Leijonhufvud (1865–1952), genealog
- Bo Leijonhufvud (1868–1952), jurist och ämbetsman
- Gösta Leijonhufvud (1869–1938), general
- Sten S. Leijonhufvud (1875–1957), statistiker
- Erik Leijonhufvud (1893–1968), jurist
- Axel Leijonhufvud (1898–1988), civiljägmästare
- Stig Leijonhufvud (1906–1985), militär
- Marian Leijonhufvud (1917–1999), känd som Tuttan Faustman-Hedberg, ingift
- Axel Leijonhufvud (1933–2022), nationalekonom
- Eric Leijonhufvud (1934–1989), författare
- Sigfrid Leijonhufvud (1939–2021), journalist och författare
- Madeleine Leijonhufvud (1942–2018), professor i straffrätt
- Göran Leijonhufvud (född 1941), författare
- Åke Leijonhufvud (född 1945), författare

#### Ägare till Göksholm
- 1852–1890: Malvina Harriet von Rehausen, änka efter Samuel Abraham Leijonhufvud, friherre, president
- 1890–1914: Emma Leijonhufvud, friherrinna, gift med Gustaf Nyrén, komminister
- 1914–1999 (?) : Tage Leijonhufvud, friherre, ryttmästare
- 1999(?)– : Erik Leijonhufvud, friherre, lantmästare

## Galleri med vapensköldar

Stamvapen med tre lejonhuvud
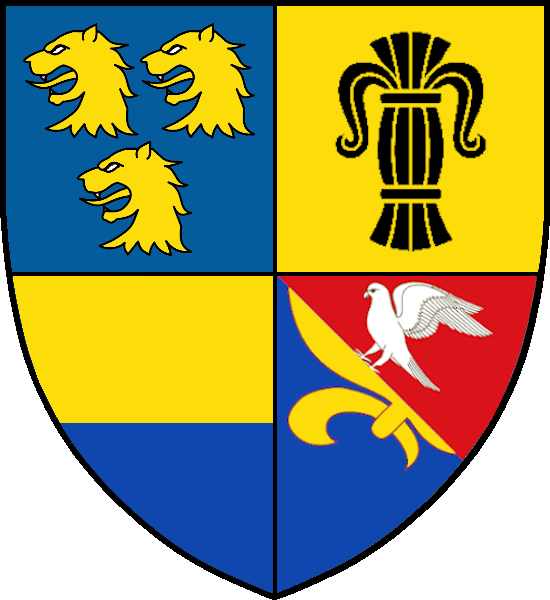
Vapensköld förd av friherre Sten Eriksson Leijonhufvud till Gräfsnäs
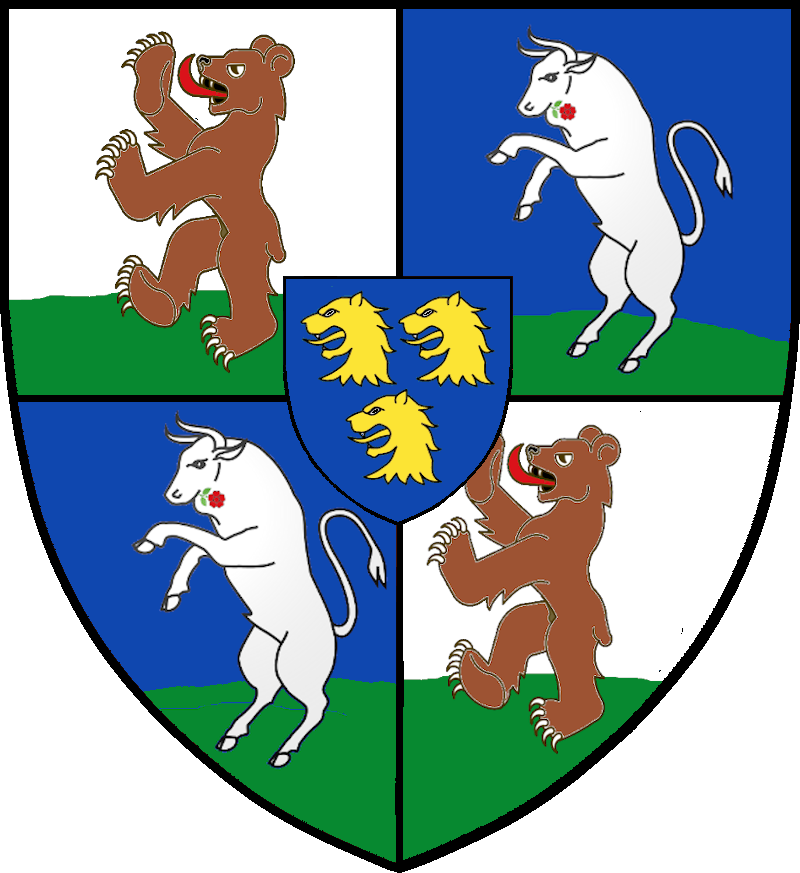
Vapensköld förd av friherre Abraham Leijonhufvud (1583–1618) till Nynäs
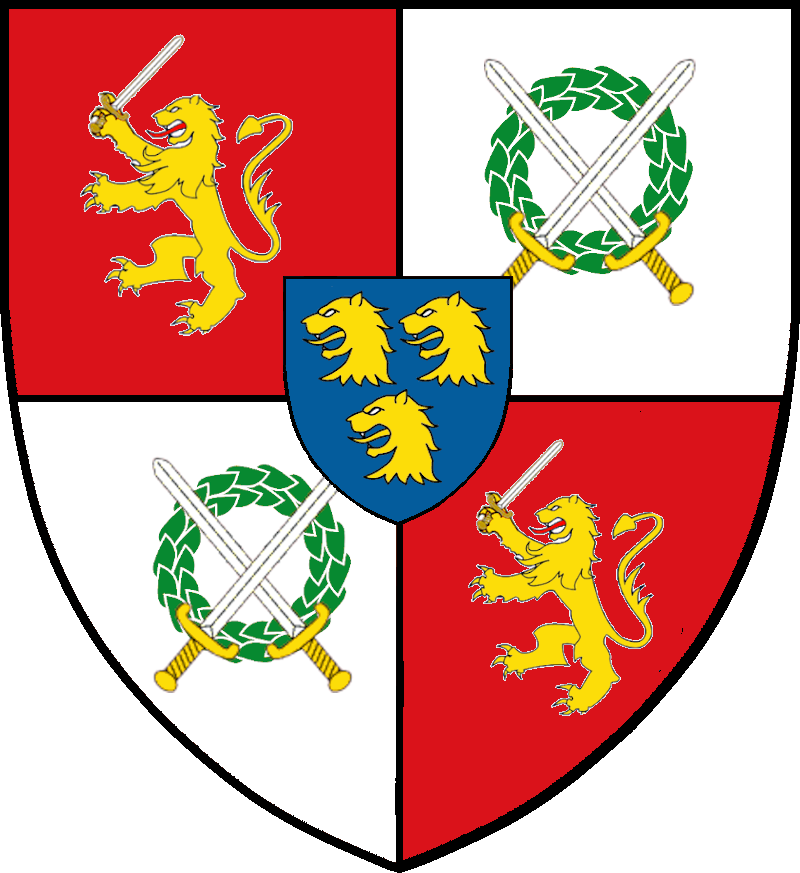
Vapensköld förd av friherrliga ätten Leijonhufvud nr 26
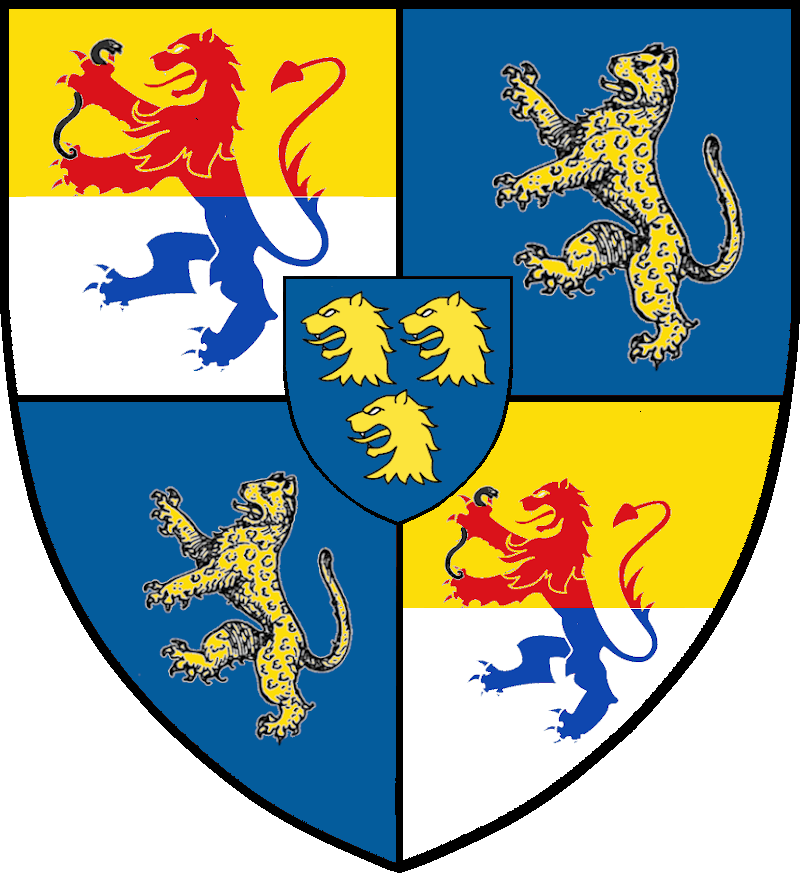
Vapensköld förd av greve Axel Stensson Leijonhufvud (1554-1619)
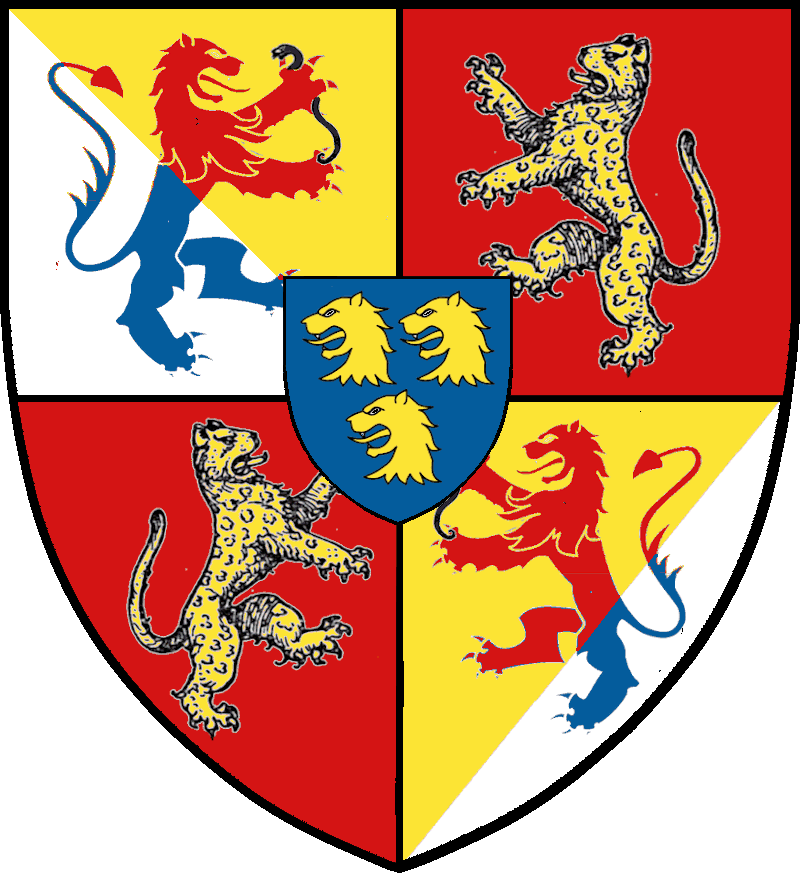
Vapensköld förd av grevliga ätten Leijonhufvud nr 2